# Marcos Antonio Morínigo
Marcos Antonio Morínigo Fleytas (Quyquyhó, 8 de octubre de 1848-Asunción, 13 de julio de 1901) fue un político paraguayo que se desempeñó como 12.º presidente provisional de Paraguay en 1894.
En febrero de 1881, fue elegido diputado, cargo que ocupó por más de nueve años. En 1887, Morínigo participó en la fundación del Partido Colorado. Fue elegido vicepresidente de la República en 1890, asumiendo el cargo el 25 de noviembre de ese año (junto con el presidente Juan Gualberto González). González a su vez, fue derrocado por un grupo de militares golpistas, el 9 de junio de 1894. A raíz de este suceso y por deber constitucional Morínigo asume la presidencia de la República, para completar el mandato 1890 - 1894.
En sus cinco meses de gobierno se firmó el tratado Ichazo-Benítez con Bolivia, que no fue ratificado; se creó un cuerpo de guardias civiles; se inauguró el Hospital de Caridad (Clínicas), entre otras obras.

## Gabinete presidencial
- Ministerio de Hacienda: Agustín Cañete
- Ministerio del Interior:  Ángel María Martínez
- Ministerio de Justicia: Manuel Antonio Maciel
- Ministerio de Guerra y Marina:  Antonio Cáceres
- Ministerio de Relaciones Exteriores: Gregorio Benítez

Posteriormente Morínigo fue elegido senador en febrero de 1895. Murió el 13 de julio de 1901 en Asunción, a los 52 años de edad.